# Monte Ledjanaja
Il Monte Ledjanaja' (in russo Ледяная?) è una montagna situata nell'Oljutorskij rajon del Territorio della Kamčatka, in Russia. È la vetta più alta dei monti Ukėlajat che fanno parte dell'altopiano dei Coriacchi.
La cima della montagna è una cupola ricoperta di ghiacciai. L'altezza è di 2 562 m sul livello del mare. Il Ledjanaja e i monti Ukėlajat si trovano al centro di una zona di glaciazione di 102,5 km² che comprende ben 344 ghiacciai. Diversi fiumi hanno origine dagli speroni della montagna, tra questi: Pachača, Apuka e Velikaja.